# مسجد عمر أفندي (شاكي)
مسجد عمر أفندي (بالأذرية: Ömər Əfəndi məscidi)‏، بالإنجليزية: Omar Efendi Mosque، بالروسية: Мечеть Омар Эфенди): هو معلم تاريخي ومعماري من القرن التاسع عشر يقع في مدينة شاكي، أذربيجان.

## التاريخ
تم بناء مسجد عمر أفندي في القرن التاسع عشر، واحتفظ بشكله الأصلي حتى يومنا هذا. بعد احتلال الجيش الأحمر لأذربيجان، تم استخدام مبنى المسجد كمخزن. بعد 1950م، استأنف المسجد نشاطه. في 1986م احترق المسجد نتيجة كارثة طبيعية. في 1987، بمبادرة من إمام مسجد الجمعة في شاكي الحاج سليم أفندي، وكذلك بمساعدة التبرعات المقدمة من السكان المحليين، تم تجديد المسجد وترميمه.
تم تسجيل المجتمع الديني لمسجد عمر أفندي في شاكي رسميًا لدى لجنة الدولة لجمهورية أذربيجان للعمل مع الجمعيات الدينية.